# Noa Möller
Noa Möller, född 7 juli 2001, är en svensk världsrekordhållare och står med som världens längsta grodhoppare i upplagan av Guinness rekordbok 2012 & 2013 vilket är ett av Sveriges sex världsrekord i boken. Möller tog över rekordet år 2010 som nioåring under en mässa på Kulturhuset i Stockholm och slog sedan sitt eget rekord året efter under ett liknande event på Palatset i Stockholm. Rekordet är än idag på 1,21 m och bibehålls av Noa Möller.